# 갓 (식물)
청갓(영어: Korean green mustard, leaf mustard, vegetable mustard)청갓은 한국 원산의 한해살이풀이다.

## 생태
높이는 1미터 가량으로 곧게 서며 가지가 갈라진다. 잎 수는 적고, 새 잎이나 줄기 그리고 잎 뒤쪽에 센 털이 난다 잎은 긴 타원형 또는 달걀꼴이며 가장자리에 불규칙한 톱니 모양이 있다. 잎자루는 없으나 줄기를 감싸지 않고 양면에 주름이 진다. 잎은 자줏빛을 띤 녹색이고 꽃은 작으며 노란빛을 나타낸다. 토양에 대한 적응성은 크며, 습지를 좋아하기 때문에 수전(水田) 뒷갈이 재배에 적합하다. 내한성도 비교적 강해, 주로 가을에 씨를 뿌려 늦가을 또는 월동후 이른 봄에 수확하기도 한다.

## 성분
줄기와 잎은 적당한 매운맛과 상쾌한 맛이 있고, 주로 김장용으로 많이 쓴다. 갓은 추위를 견디고 난 다음에 수확하면 맛을 더하게 된다. 채소와 그밖의 용도로 널리 재배하고 있다. 씨는 향신료나 거담, 신경통 등의 약재로 이용한다.
전라남도 여수 돌산도에서 나는 돌산 갓이 유명하다. 돌산도 죽포리에는 여수농협 돌산 갓김치 공장이 있다.

## 사진

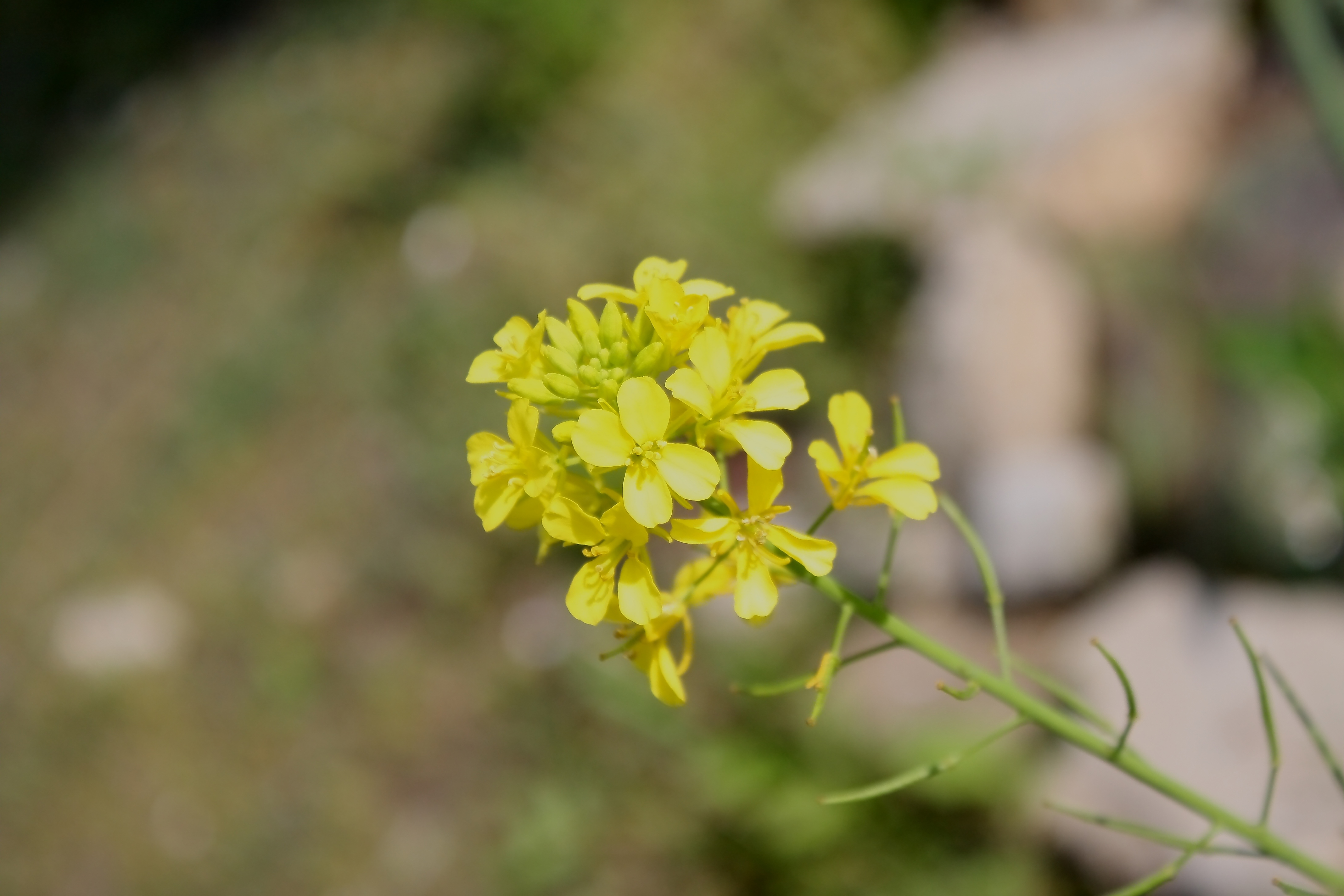
꽃
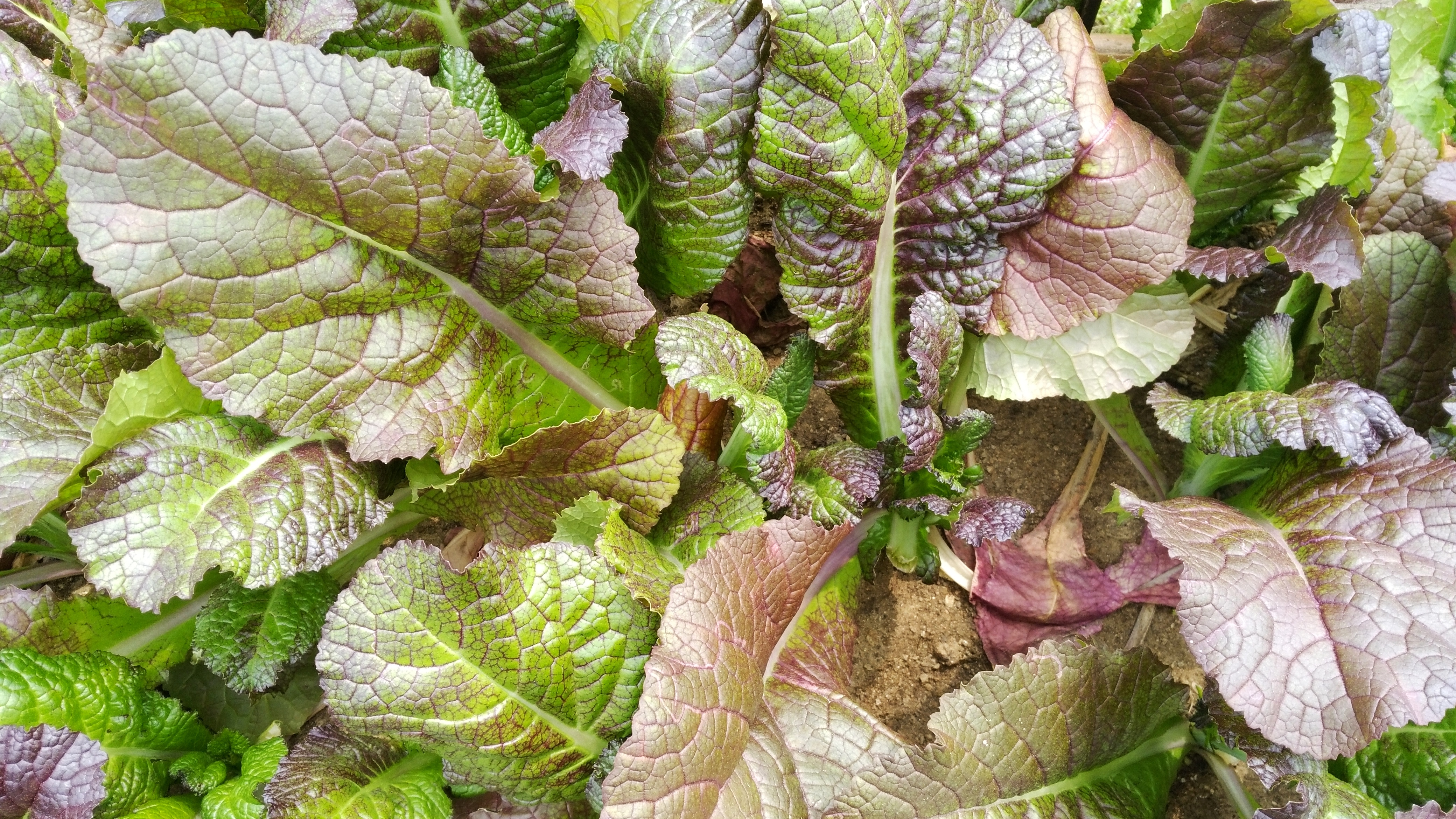
잎
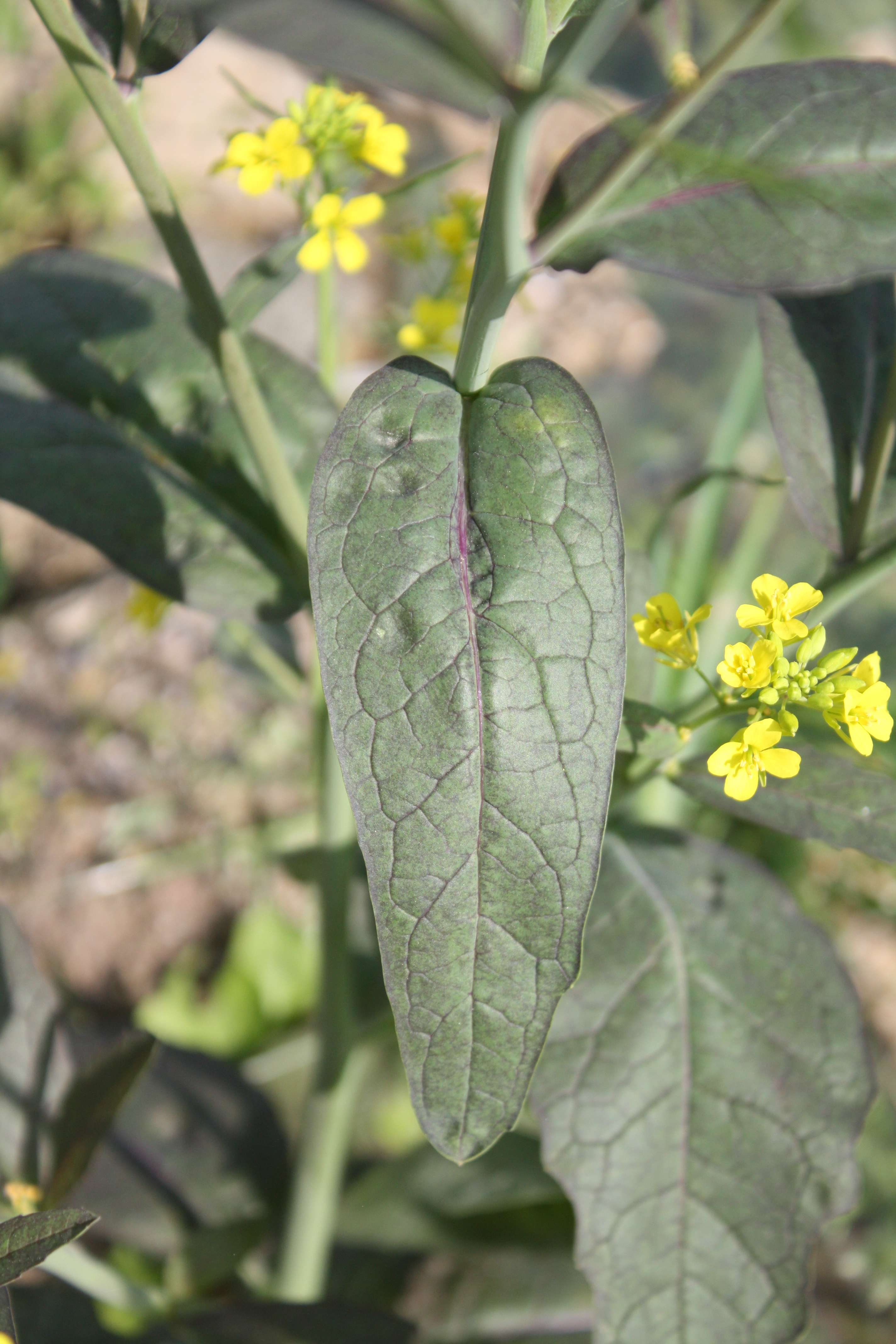
잎. 유채와 달리 줄기를 감싸지 않는다.
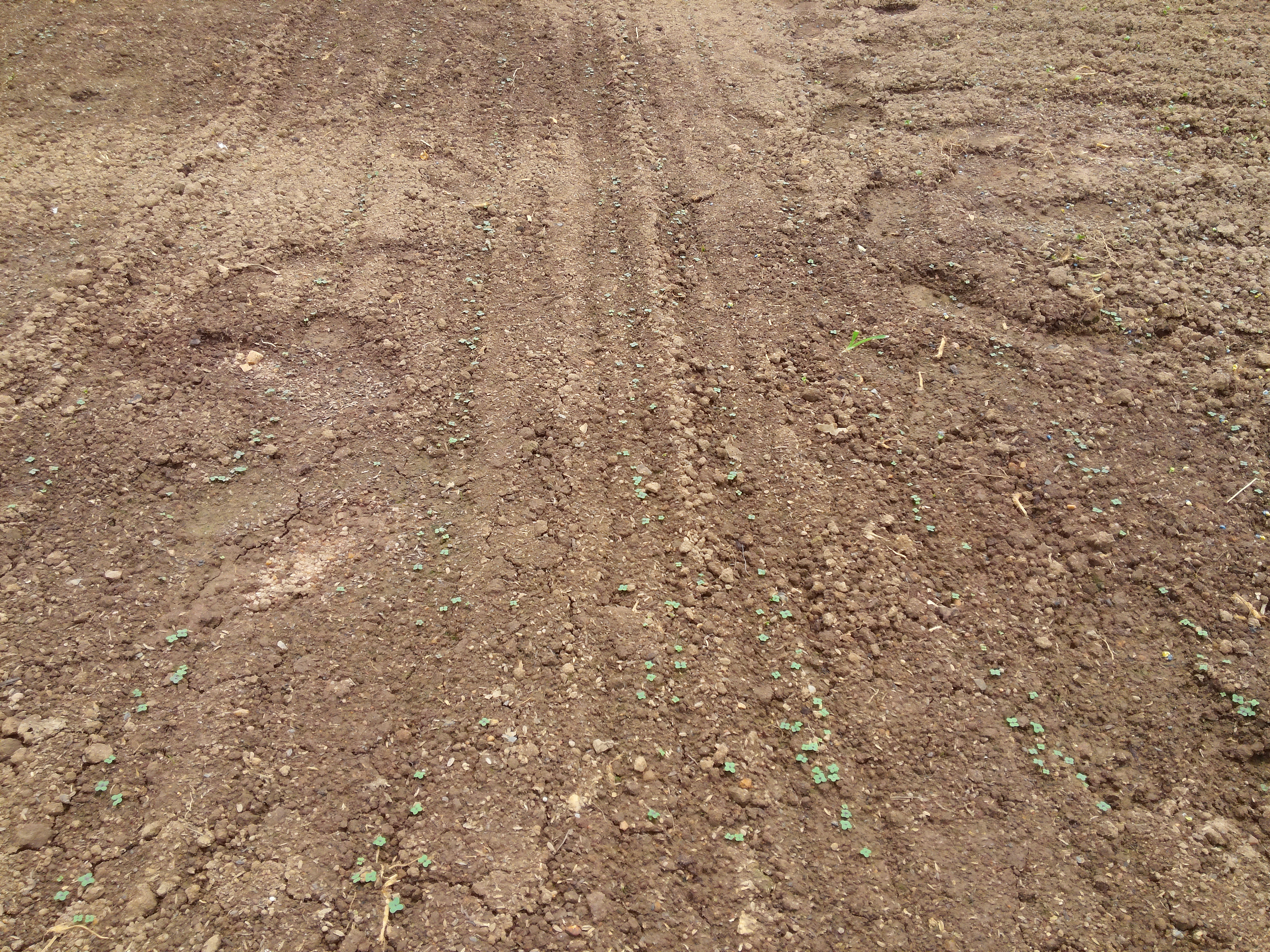
파종후 3일 경과-발아중
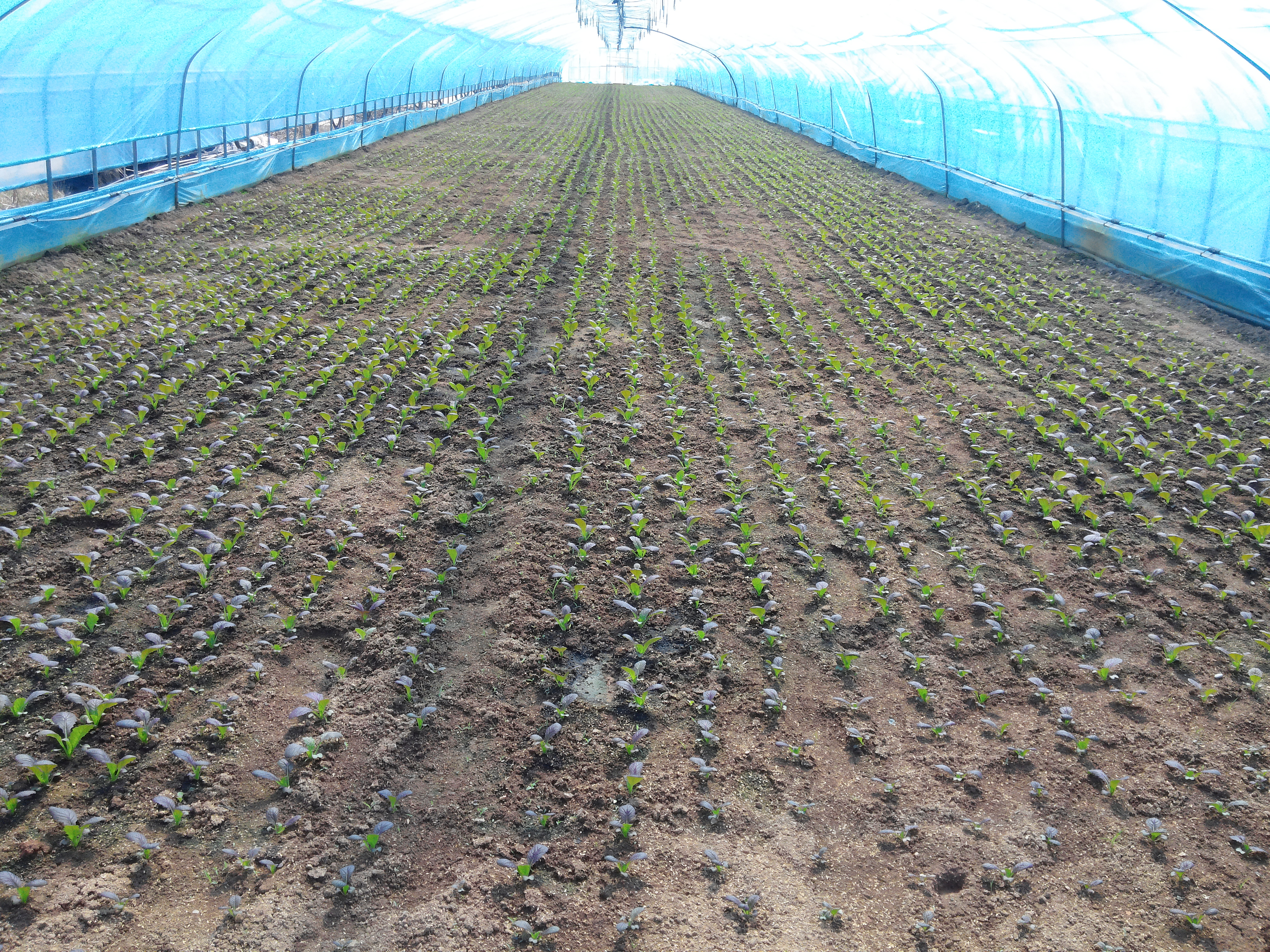
갓 파종 후 10 경과 사진
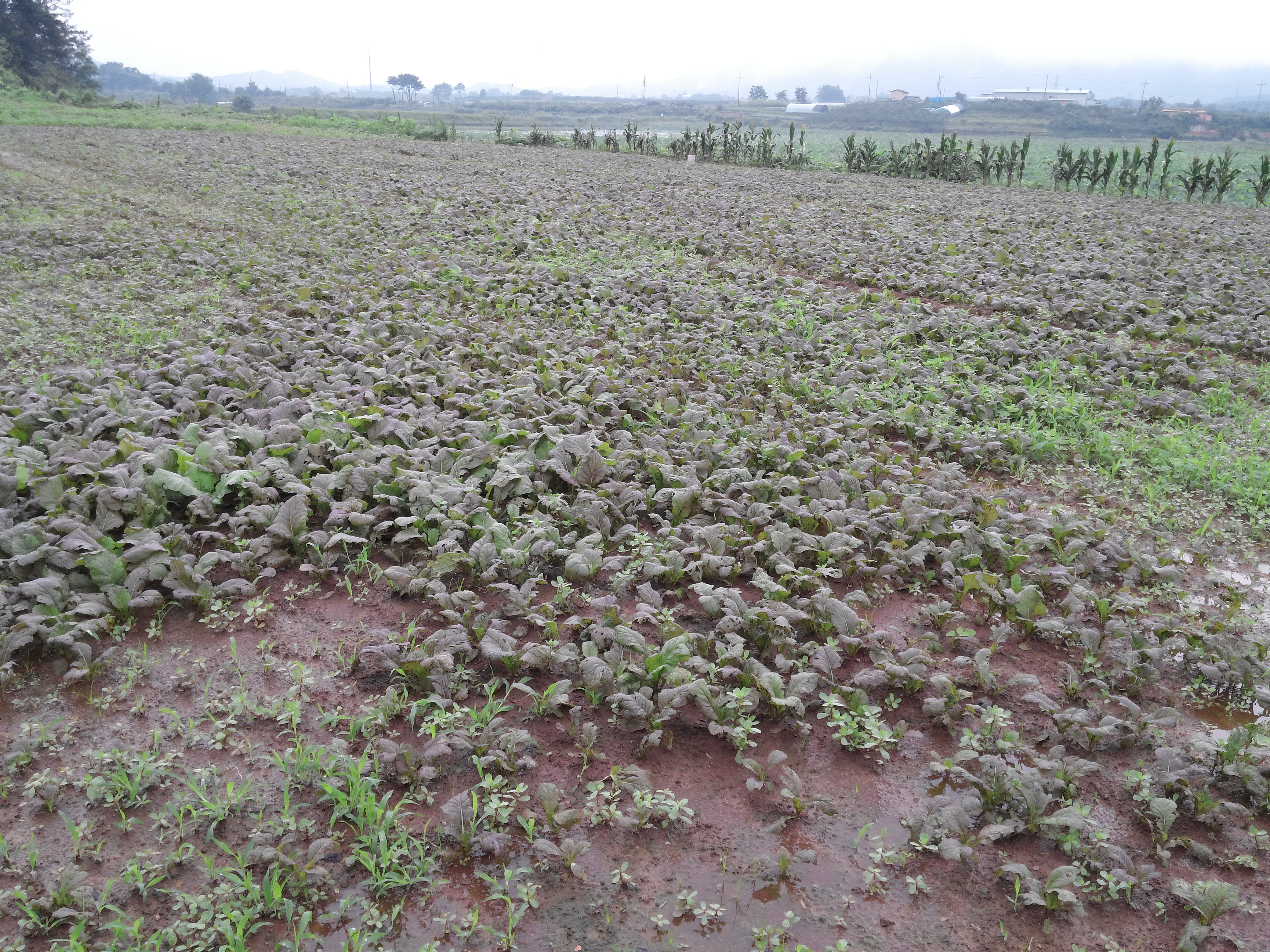
노지 갓
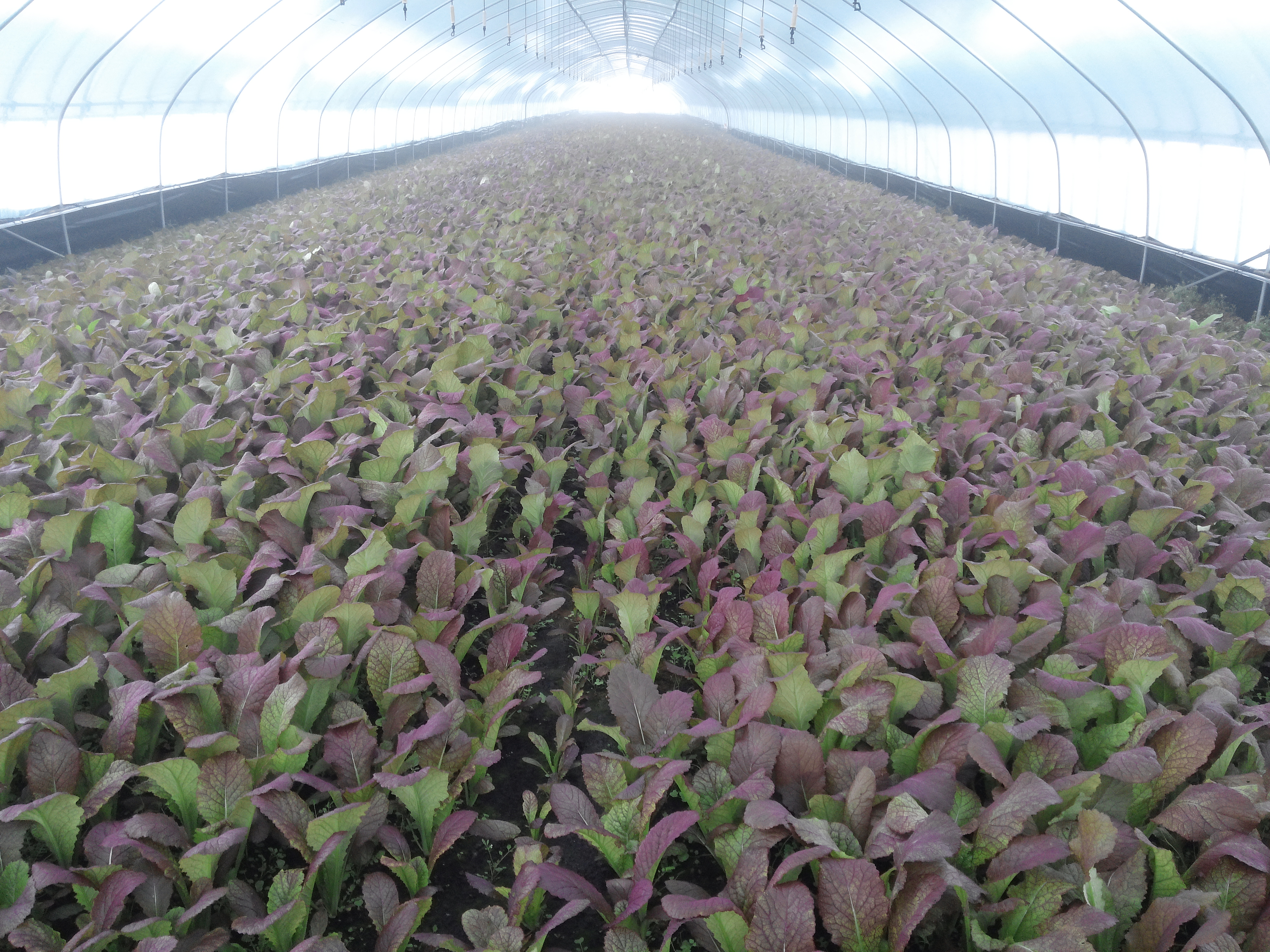
돌산갓과 달리 전남 장성의 갓은 잎이 진한 보라, 청색을 띤다.

## 참고 문헌
- 이 문서에는 다음커뮤니케이션(현 카카오)에서 GFDL 또는 CC-SA 라이선스로 배포한 글로벌 세계대백과사전의 내용을 기초로 작성된 글이 포함되어 있습니다.